# سدیچ
سدیچ، روستایی در دهستان سورک بخش لیردف شهرستان جاسک در استان هرمزگان ایران است. این روستا، مرکز دهستان سورک است.

## جمعیت
بر پایه سرشماری عمومی نفوس و مسکن در سال ۱۳۹۵، جمعیت این روستا برابر با ۶۶۳ نفر (۱۸۳ خانوار) بوده‌است.